# Réveil bulgare
Réveil bulgare (bulgare : Български възход, romanisé Bulgarski vuzkhod, BV) est un parti politique nationaliste bulgare, fondé en mai 2022. Son président est l'ancien Premier ministre puis ministre de la Défense Stefan Yanev.

## Histoire
Le parti est fondé par l'ancien Premier ministre et ministre de la Défense Stefan Yanev le 5 mai 2022. Plusieurs anciens ministres participent également à la formation du parti.
Critiquant la politique étrangère du gouvernement pro-européen de Kiril Petkov, il accuse celui-ci d'être aventuriste et incompétent.
Dans un sondage réalisé du 4 au 9 mai 2022, le parti est crédité de 7,8 % des intentions de vote.

## Résultats électoraux

### Élections parlementaires
| Année   | Députés  | Votes   | %    | Rang | Gouvernement              |
| ------- | -------- | ------- | ---- | ---- | ------------------------- |
| 2022    | 12 / 240 | 115 867 | 4,47 | 7e   | Aucun                     |
| 2023    | 0 / 240  | 77 420  | 2,93 | 7e   | Extra-parlementaire       |
| 06/2024 | 0 / 240  | 12 322  | 0,56 | 13e  | Extra-parlementaire Aucun |
| 10/2024 | 0 / 240  | 10 308  | 0,41 | 11e  | Extra-parlementaire       |